# Transkaukasiska kommissariatet
Transkaukasiska kommissariatet bildades i Tbilisi 11 november 1917. Det var den första regeringen i Transkaukasien efter bolsjevikernas maktövertagande i Petrograd. Kommissariatet beslutade att förstärka unionen med Georgien, Armenien och Azerbajdzjan genom att sammankalla en generalförsamling i januari 1918.

### Fotnoter
1. ↑  ”ryska Azerbajdzjan, 1905-1920: formandet av en nationell identitet i ett muslimskt samfund”. http://books.google.com/books?id=cozSOSsv7ZsC&printsec=frontcover&dq=Russian+Azerbaijan&hl=en&ei=BIg3TKvhGML38AbhrMWnBg&sa=X&oi=book_result&ct=result&resnum=1&ved=0CCwQ6AEwAA#v=onepage&q=Transcaucasian%20Commissariat&f=false. Läst 4 juni 2011.